# Підмихайля
Підмихайля — село Калуського району Івано-Франківської області. Входить до складу Новицької сільської громади. Розміщене між річкою Лімниця та лісовим масивом на крутому правому березі річкової долини.

## Топоніміка
За версією Н. Руско (без посилання на документ)[джерело?] перша письмова згадка про Підмихале належить до 1394 року. Назва походить від розміщення села під монастирем св. Михайла, який був на горі Жбир (21 листопада 2010 року Свято-Михайлівський Підмихайлівський чоловічий монастир відроджено). В 1971—1989 рр. село називалося «Підмихайло». 1 жовтня 1989 р. рішенням облради уточнено найменування населеного пункту.

## Історія
28 листопада 1435 року Ромаж з Підмихайля позивається в галицькому суді щодо 20 свиней і шкоди до Сидка з Кураша. У податковому реєстрі 1515 року документується 2 лани (близько 50 га) оброблюваної землі.
За Королівською люстрацією 1565 року в селі налічувались 14 господарів, отаман Кость і піп (отже, була й церква).
| Рік  | Кількість населення |
| ---- | ------------------- |
| 1832 | 809                 |
| 1854 | 1326                |
| 1874 | 1400                |
| 1894 | 1927                |
| 1914 | 2443                |
| 1936 | 2150                |

### Міжвоєнний період
Після окупації Західноукраїнської Народної Республіки поляками в 1919 році в селі був осередок ґміни Подміхалє та постерунку поліції.
За переписом 1931 р. у селі було 682 двори і 2469 жителів, з яких 800 — поляки (однак польська статистика до них зараховувала і латинників, і українську шляхту, й українську інтелігенцію). Підтверджене повітовим плебісцитом бажання більшості селян навчати дітей українською мовою зневажив війт-поляк Старчевський. У 1939 році в селі проживало 3100 мешканців (2470 українців, 50 поляків, 550 латинників і 30 євреїв).

### Друга світова війна
Після анексії СРСР в 1939 році Західної України почата насильна радянізація. На «виборах» 22 жовтня 1939 р. делегатом Народних Зборів Західної України від округу № 46 обрана Анастасія Захарівна Семаньків, 1899 р. н. У жовтні — листопаді 1940 р. вивезено до Сибіру сім родин. Рішенням Калуського РК КП(б)У від 31.01.1941 р. (затвердженим 13.02.1941 р. Станіславським обкомом КП(б)У) в селі був створений колгосп, названий на честь одного з організаторів Голодомору — імені Молотова. Результатом «діяльності» колгоспу був голод 1941—1942 років. Понад сорок чоловіків насильно мобілізовано до Червоної армії, більшість із них не повернулося до рідних домівок.
3 липня 1941 року в село вступили мадяри. Наступного дня провели схід села. Війтом став Тома Тимофійович Лесів. В березні 1942 року почалось вивезення на примусові роботи в Німеччину, вивезли 184 жителі села. У травні 1943 р. шість підмихайлівчан записалися до дивізії Галичина. 30.07.1944 в село знову ввійшла Червона армія. Насильно мобілізовано 107 чоловіків, 59 з них не повернулись.

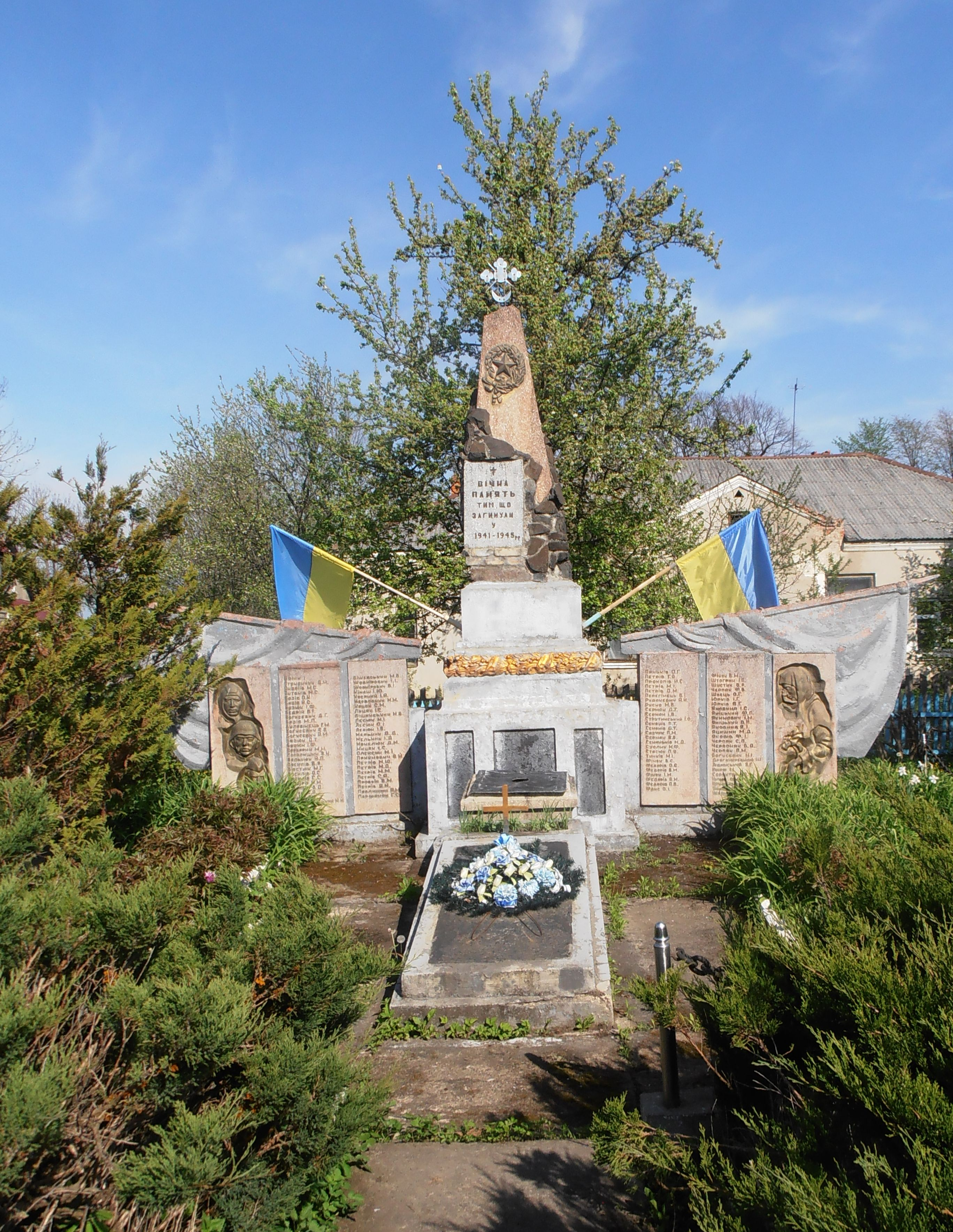
Пам'ятний знак односельцям, які загинули на фронтах ІІ Світової війни та за встановлення радянської влади

За 1941—1944 роки в селі було спалено двадцять шість хат, загинуло двадцять троє мешканців. У боротьбі в рядах УПА проти окупантів загинули чотири односельці, вісімнадцять потрапили в полон і кинуті в концтабори Сибіру. За підтримку повстанців ув'язнено в концтабори чотирнадцять жителів села, сімнадцять родин (сорок чотири особи) виселено в Сибір і Казахстан.
В 1945—1946 роках в Підмихайля переселено українців із сіл Закерзоння: Переводів, Святкова Велика, Святкова Мала, Жидівське, Тиханя, Котань, Ожинна.
В січні 1946 р. для боротьби з УПА в кожному селі був розміщений гарнізон НКВД, в Підмихайлі — із 35 осіб (на допомогу готові були 1300 в Калуші, 300 — в Ріп'янці, 300 — в Яворівці і т. д.).

### Радянський соціалізм
10 грудня 1948 р. рішенням Калуського райвиконкому № 17 утворено колгосп імені Молотова зі 108 селянських господарств, а вже на квітень 1949 р. туди було загнано 242 господарства. В липні 1957 р після викинення Молотова з ЦК КПРС колгосп перейменовано на «40-річчя Жовтня». А в лютому 1959 р. називають в честь свіжоспеченого хрущовського ідеологічного дійства — «ХХІ з'їзду КПРС». У січні 1965 р. після кремлівського перевороту і скинення Хрущова знову перейменовують — «Авангард». У червні 1976 р. колгосп приєднано до новицького «Вільне Прикарпаття», а через 10 років — від'єднано і надано останню назву «Прогрес». 26 січня 2000 р. першими в районі жителі села на сході прийняли рішенні про проведення земельної реформи, в результаті 457 мешканців села отримали акти на землю, розпайовано було і майно колгоспу.
Кампанія 1951 року проти неугодних священиків торкнулась і місцевого пароха Підлисецького Е. Б., в якого комуністична влада відібрала житловий будинок, господарські будівлі та землю.
Радянська влада використовувала підмихайлівців гарматним м'ясом у військовому загарбанні Камбоджі, Єгипту (по одній людині), Чехословаччини (15), Афганістану (7). Ще семеро осіб були ліквідаторами аварії ЧАЕС,

### Костел
В селі був дерев'яний костел Святого Архангела Михаїла, збудований у 1880—1881 роках. Серед іншого облаштування у 1895 році встановлено орган. У 1908 році утворено експозитуру в Підмихайлі, що об'єднувала римокатоликів Бережниці Шляхетської, Берлогів, Вістови, Добровлян, Грабівки, Завою, Ляндештрою, Мислова, Новиці, Підмихайля, Ріп'янки, Угринова Середнього, Угринова Старого і Яворівки. У 1925 році утворено парафію, до якої увійшли римокатолики перелічених сіл, за винятком Вістови. У 1945 році костел закритий після виїзду поляків до Польщі. 

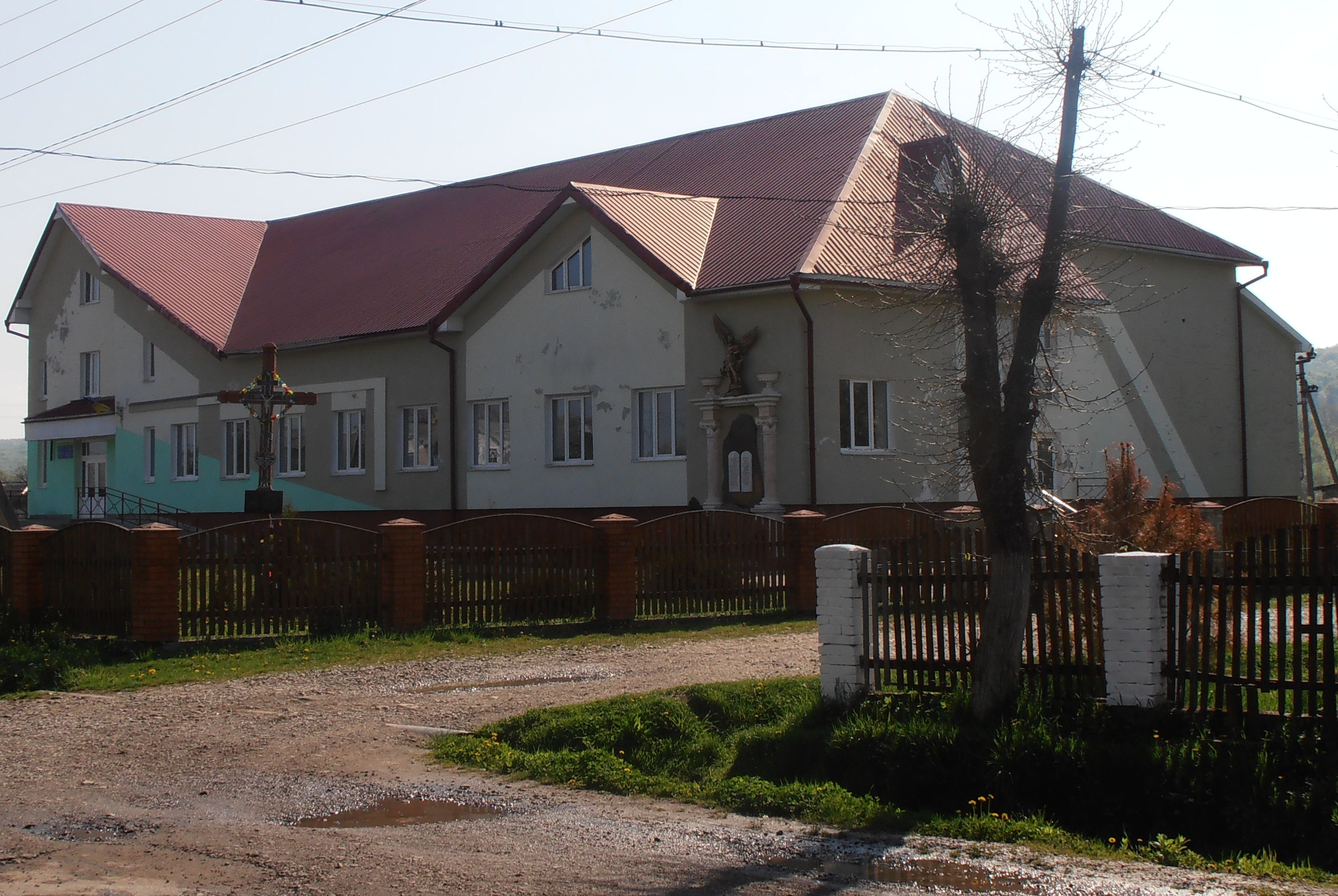
Народний дім

Після утворення колгоспу костел використовувався під склад отрутохімікатів і добрив. Подальша доля костелу була визначена рішенням правління колгоспу 17.06.1985 (протокол № 8, голова — В. І. Кидик, секретар — М. Ф. Іванюк) про відведення під будівництво клубу ділянки площею 0,5 га за рахунок аварійних споруд: комплексно-приймального пункту, культової споруди, автоваги колгоспу та павільйону автозупинки, а також присадибних ділянок. А 14.08.1985 Калуська районна рада рішенням № 183 «освятила» зруйнування костелу. 28 січня 1988 року о першій годині ночі  костел спалено в ході підготовки місця під клуб, будівництво якого на кошти колгоспу розпочали негайно, а скінчили громадою аж через 23 роки у незалежній Україні 28 серпня 2011 року.

### Школа

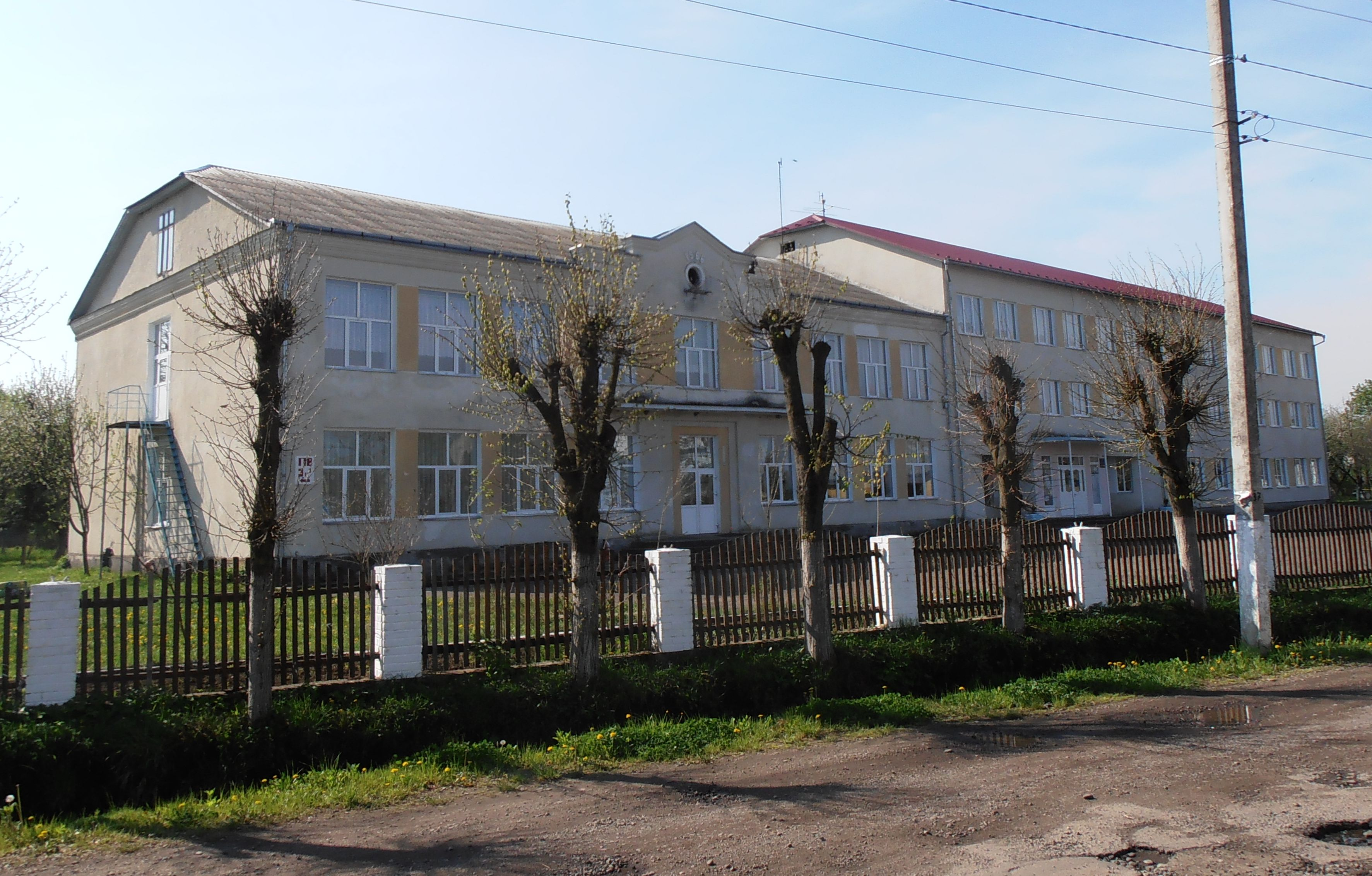
Школа

Парафіяльна школа відкрита в 1823 р., очолював її парох Павло Голендерський, навчалося 39 дітей, громада винаймала велику двокімнатну хату. В 1846 р. звели школу неподалік від церкви. В 1864 р. заснована народна школа державного підпорядкування, учителем був Лазар Гумінілович, навчалося 73 дитини. В 1874 р. з 343 дітей села відвідували школу тільки 84 (24 %), через що утворена етатова школа, яку утримувала і визначала вчителя громада. І вже 1895 року з 379 дітей школу відвідували 292 (77 %) при єдиному вчителі калушанині Титі Пітулею. Тому наступного року ввели другий клас і ще одного вчителя, а в 1899 р. — третій. В 1905 р. відкрито ще один паралельний клас і рільничий курс, працювало 5 вчителів, навчалося 294 учні.
З 1924 р. діяла 5-класна школа у 6-кімнатному будинку колишнього поміщика Трохніцького, проданому ним громаді. З 1929 р. школа стала 6-класною, з 1938 р. — 7-класною.
Під час німецької окупації діяла 6-класна школа. Після приходу радянської влади засновано прогресуючу середню школу і вже в 1948 р. відбувся перший випуск 10-го класу. У школі впродовж 1955—1959 рр. працював вчителем української мови і літератури відомий дисидент, член Координаційної ради Української Гельсінської Спілки Володимир Васильович Андрушко разом із дружиною — підмихайлівчанкою Магдою Крушельницькою.
В 1966  р. було зведено новий корпус школи, а в 1977 р. — нову школу. 19 грудня 2016  р. відкрито дошкільний підрозділ на 50 місць у Підмихайлівському НВК (дошкільний заклад не функціонував у селі більше 20 років).
3 вересня 1993 р. було відкрито дитячу музичну школу з контингентом 57 учнів.

### Голови сільради
Обов'язки голови Підмихайлівської сільської ради виконували: Семаньків Михайло Гнатович-1939-1941
Семаньків Михайло Гнатович -1945-1949
Мельник Іван Степанович -1949-1953
Штогрин Афанасій Дмитрович 1953—1955
Семаньків Михайло Юркович — 1955—1957
Томащик Йосиф Васильович -1957-1959
Завадецький Харитон Васильович -1960-1963
Після об'єднання сільських рад сіл Підмихайля та Бережниця: Петрів Василь Юстинович -1963-1965
Завадецький Харитон Васильович — 1965—1970
Габчак Галина Іванівна -1970-1987
Галій Тарас Васильович — 1988—1991
Томащик Василь Михайлович -1991-1992
Гулима Ярослав Михайлович — травень-серпень 1992
Прокопів Ярослав Андрійович -1992-2002
Литвак Михайло Іванович — 2002—2005
Олевич Галина Миколаївна — січень 2005 — квітень 2006
Кінаш Петро Йосипович — 2006—2010
Кубрак Ігор Васильович — 2010—2015
Мазур Богдан Васильович — 2015—2022
Мазур Христина Михайлівна — з 2022.

## Соціальна сфера

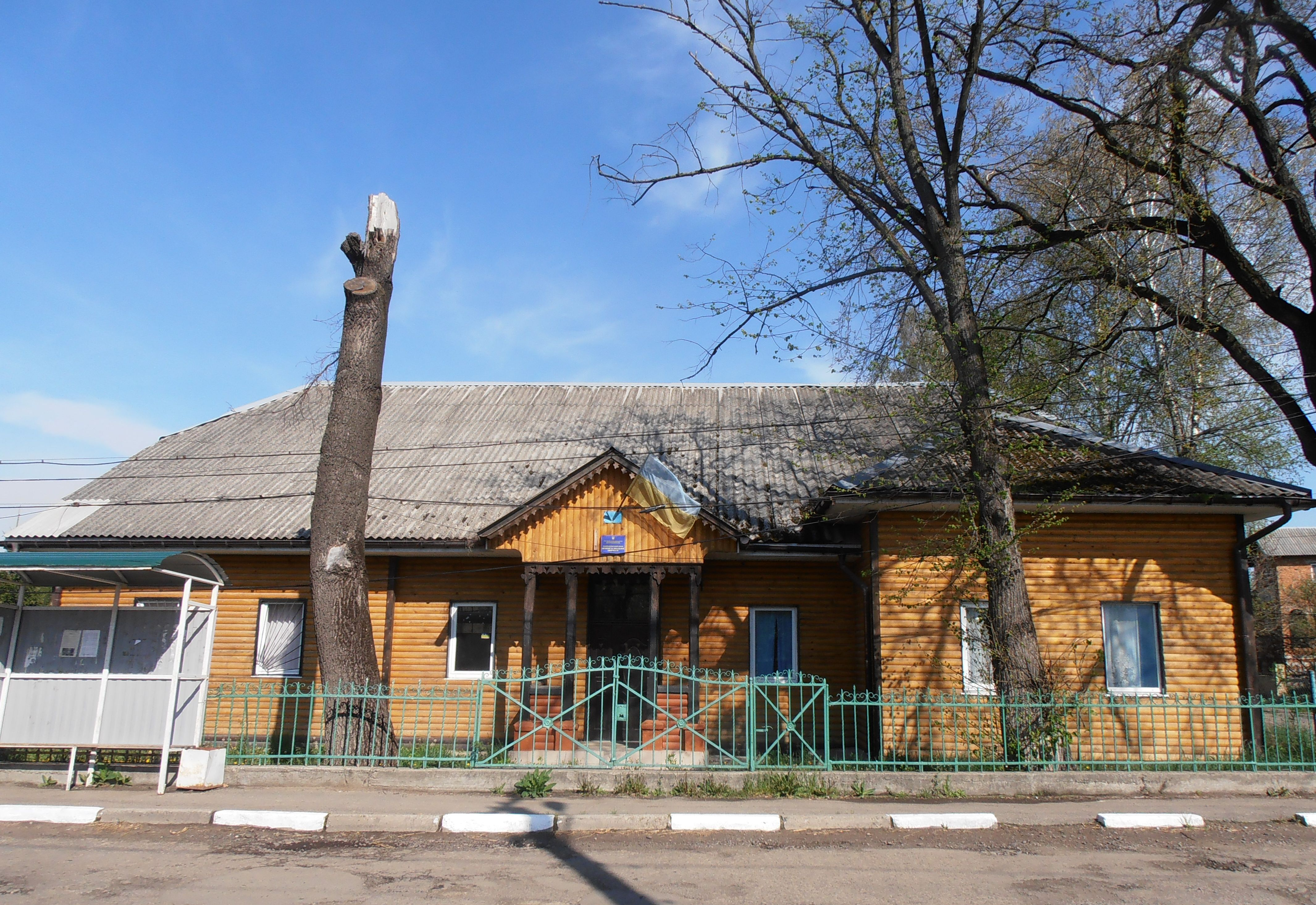
Будинок дитячої творчості

- Церква Архистратига Михаїла (храмове свято 21 листопада), збудована Іваном Данилківом 1891 року і розписана Корнилом Устияновичем[15] 1903 року, пам'ятка архітектури місцевого значення № № 491/1[16]. Того ж року перенесли стару дерев'яну дзвіницю від старої церкви з вулиці Кармелюка (за 300 м). Австрійська армія конфіскувала в серпні 1916 р. у підмихайлівській церкві 5 дзвонів діаметром 98, 72, 44, 35, 33 см, виготовлених у 1903, 1845, 1887, 1877, 1845 рр. Після війни польська влада отримала від Австрії компенсацію за дзвони, але громаді села грошей не перерахувала.[17] В 1996 р. змурували нову дзвіницю. Зараз церква належить до Калуського благочиння Івано-Франківської єпархії ПЦУ. Настоятель митр. прот. Богдан Челядин
- Народний дім.
- Підмихайлівський ліцей [18] на 500 місць (з 1994 р. є музей «Історія села Підмихайля»).
- Амбулаторія (діє з 1975 р.).
- Музична школа на 70 учнів.
- 10 магазинів (з них 8 — продуктових і 2 — промислових), ритуальні послуги, ремонт взуття (на 01.01.2015 р.).
- 751 двір, 2708 мешканців (на 01.01.2015 р.).

На околиці села з 1950-х років ведеться видобуток газу (18 свердловин Гриньківського газового родовища). Лісництво веде розробку лісового масиву.

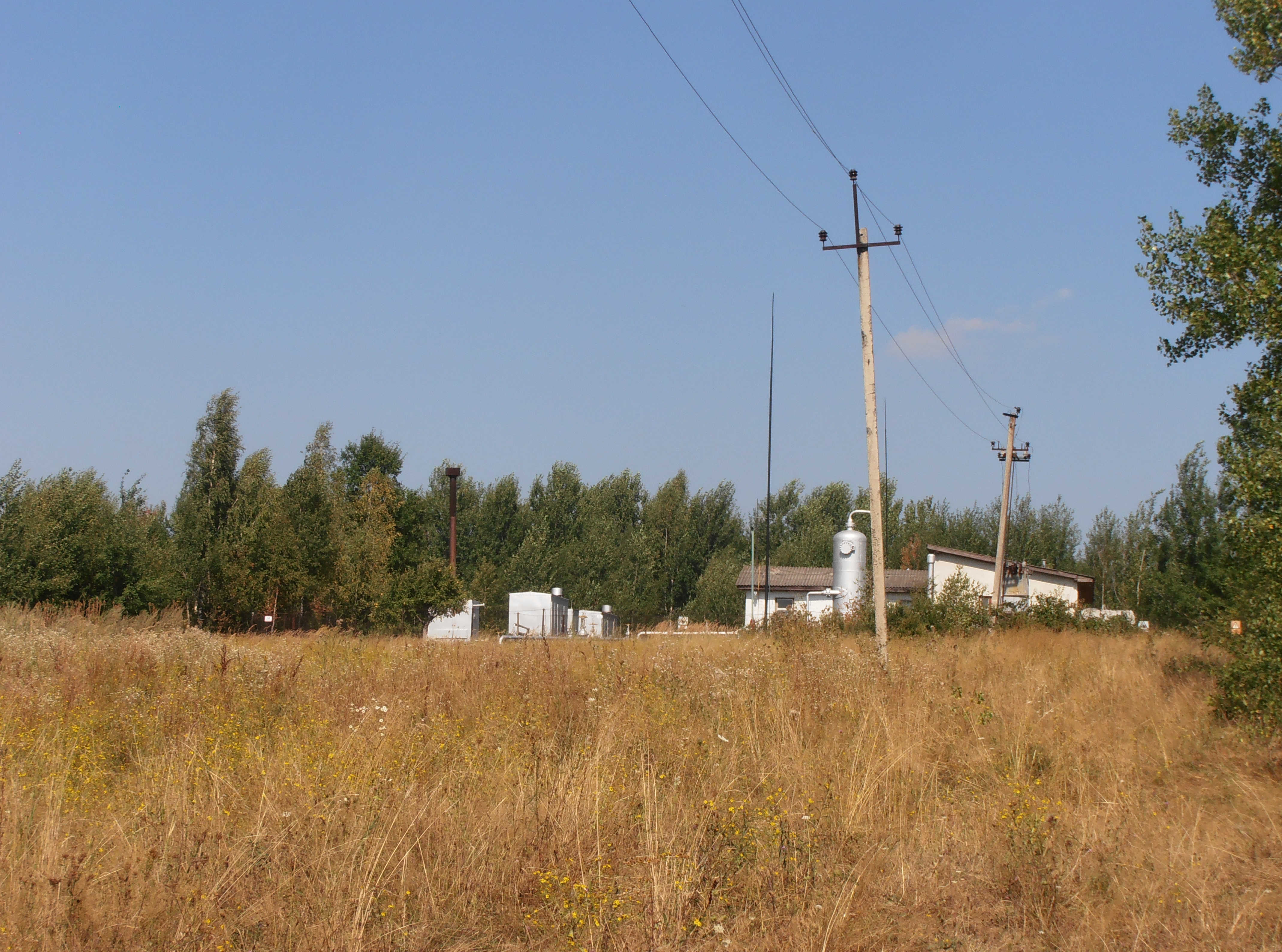
Видобуток газу
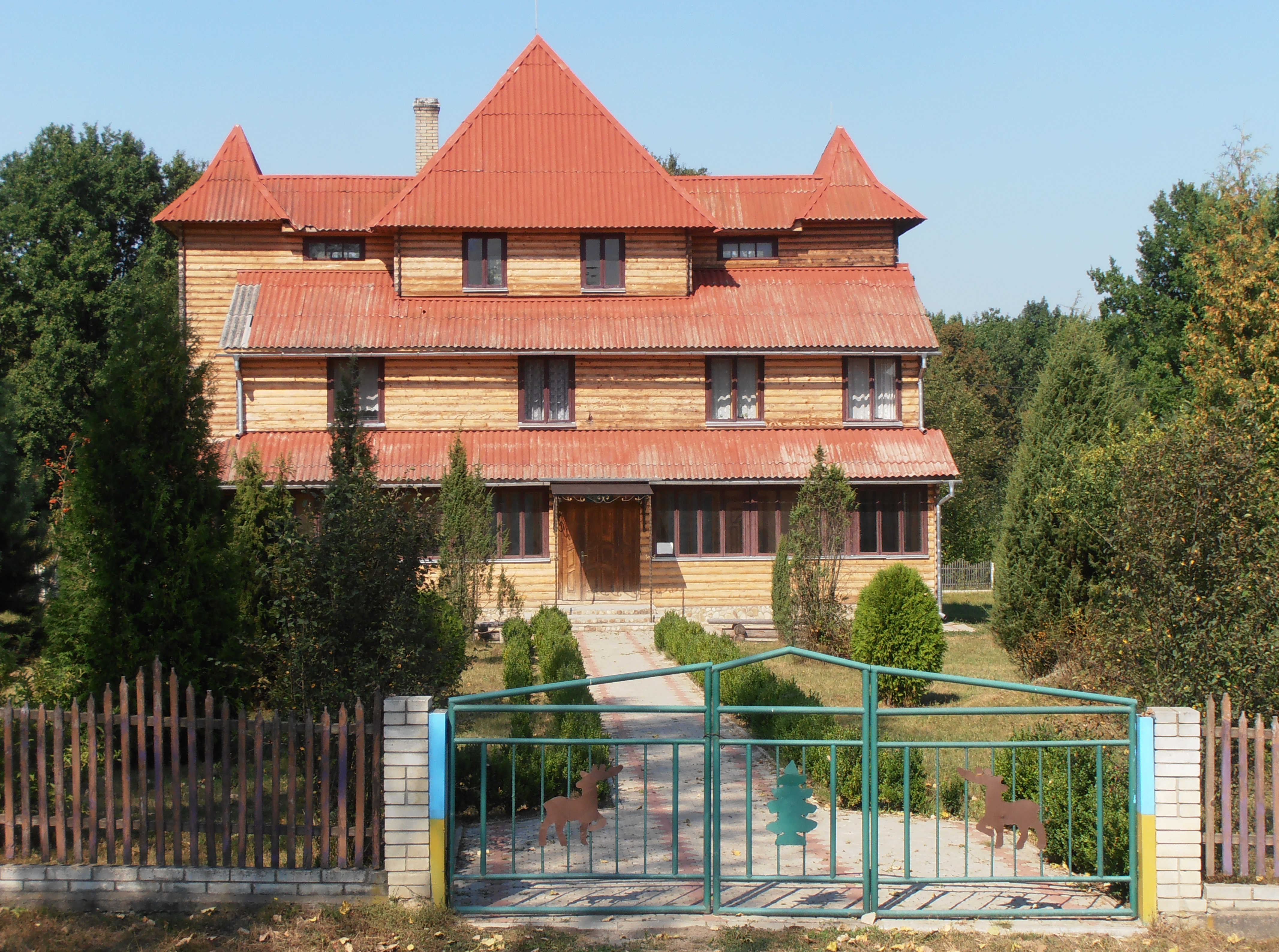
Лісництво

У 1970-х роках збудовано двокілометровий обвідний канал річки Бережниця з метою запобігання повеневого затоплення села. Побічний ефект даного заходу виявляється зниженням рівня води у криницях та необхідністю їх поглиблення.

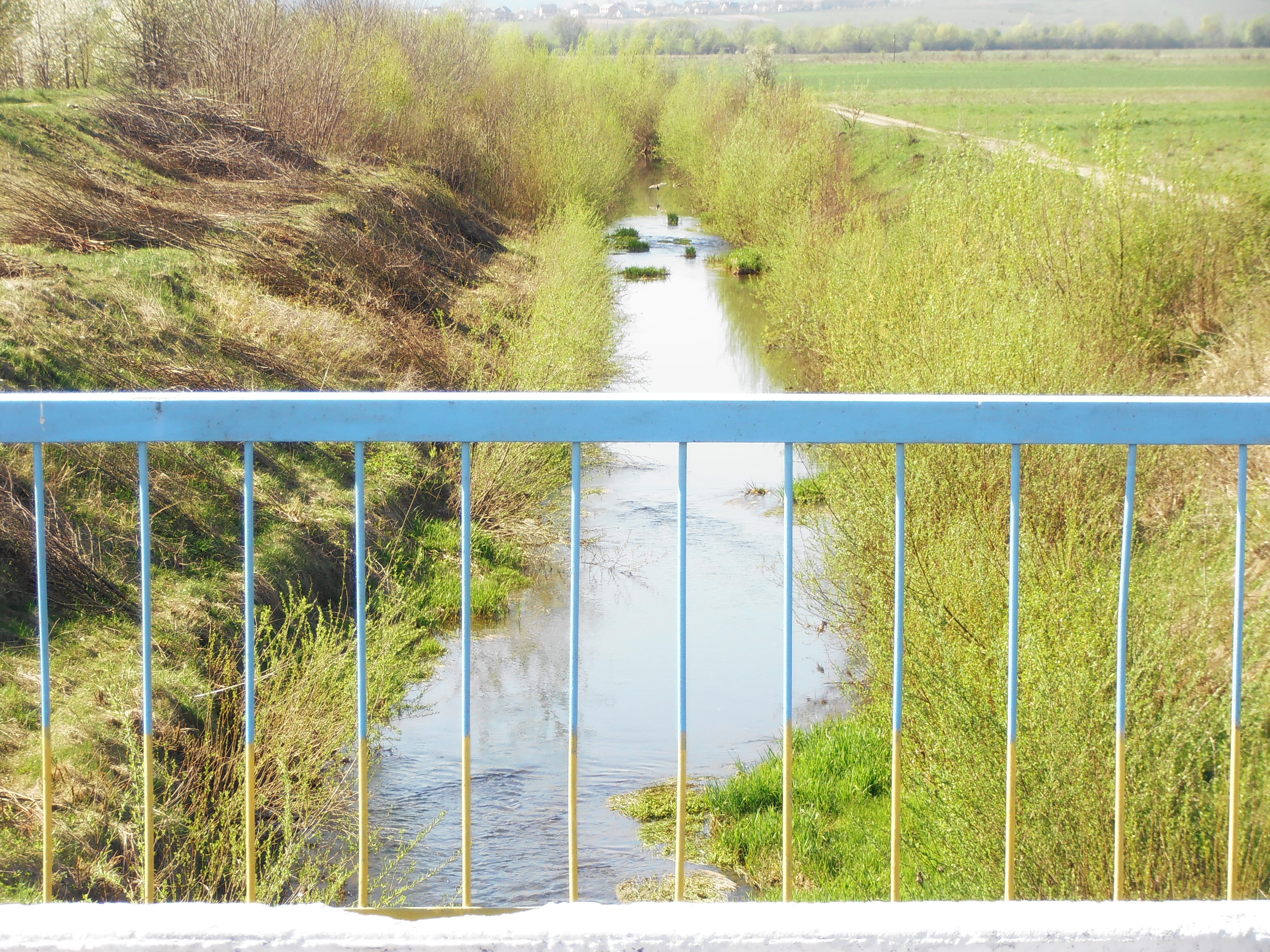
Канал: вигляд на Бережницю
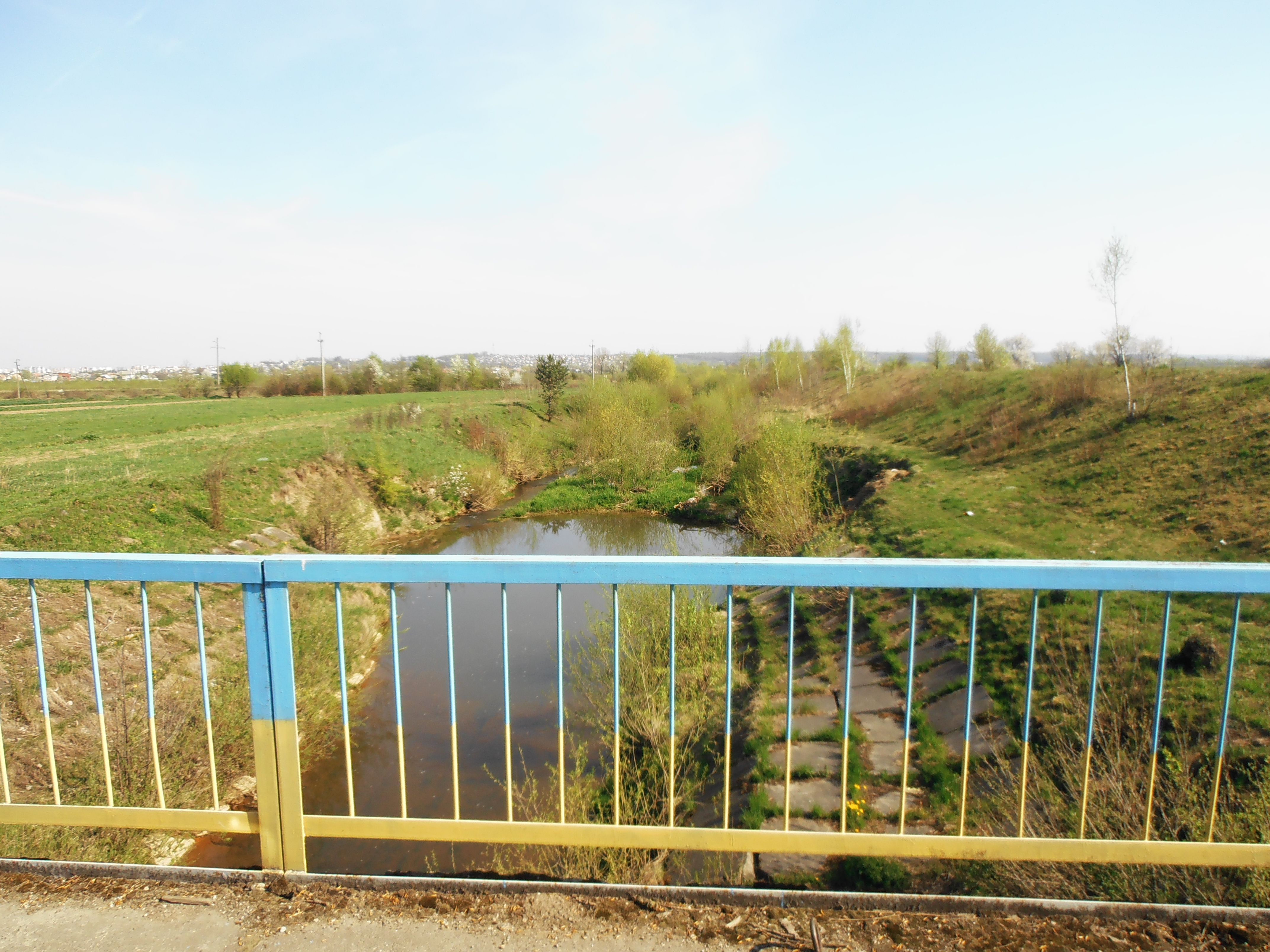
Канал: вигляд на Калуш
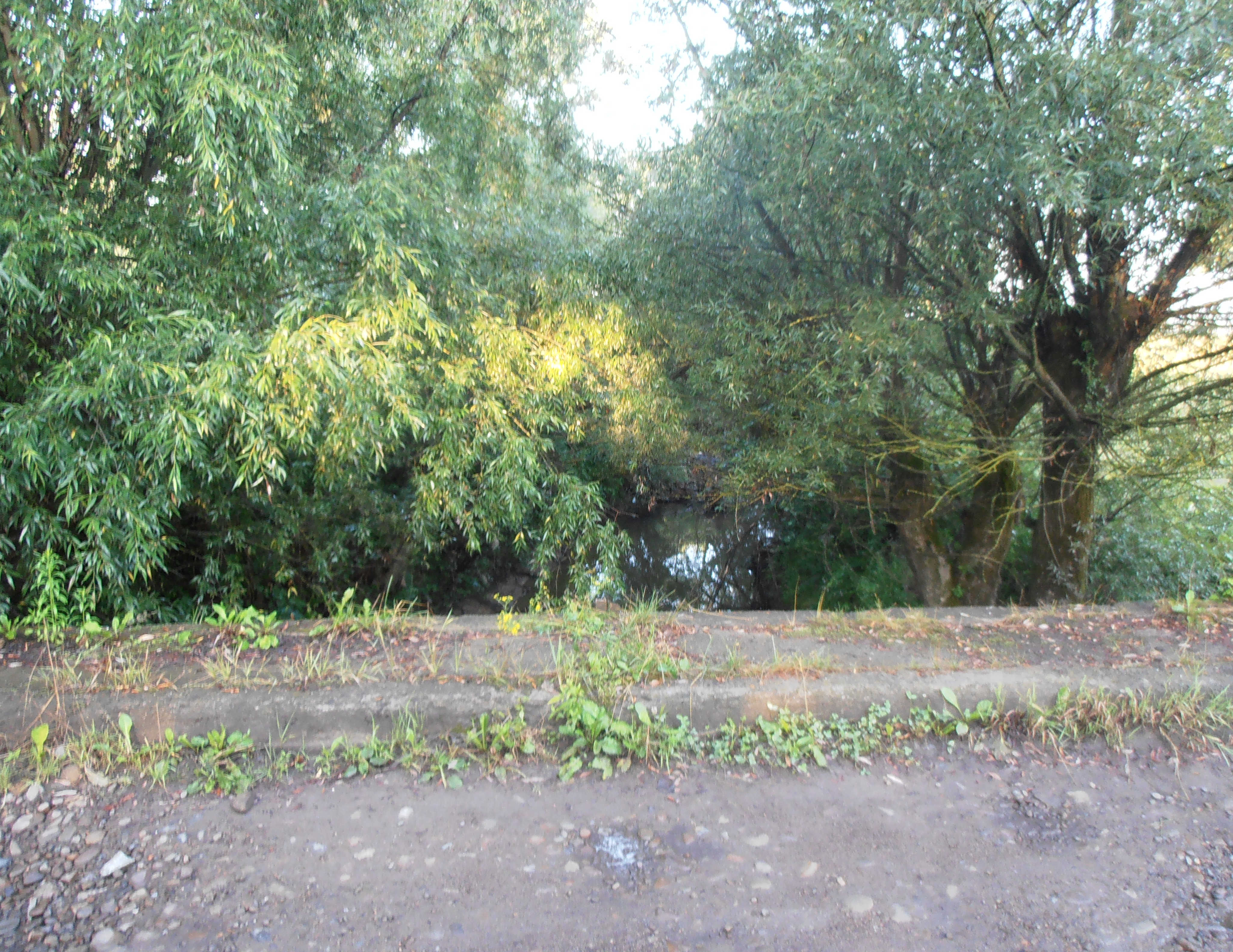
Міст через Бережницю на Завій.

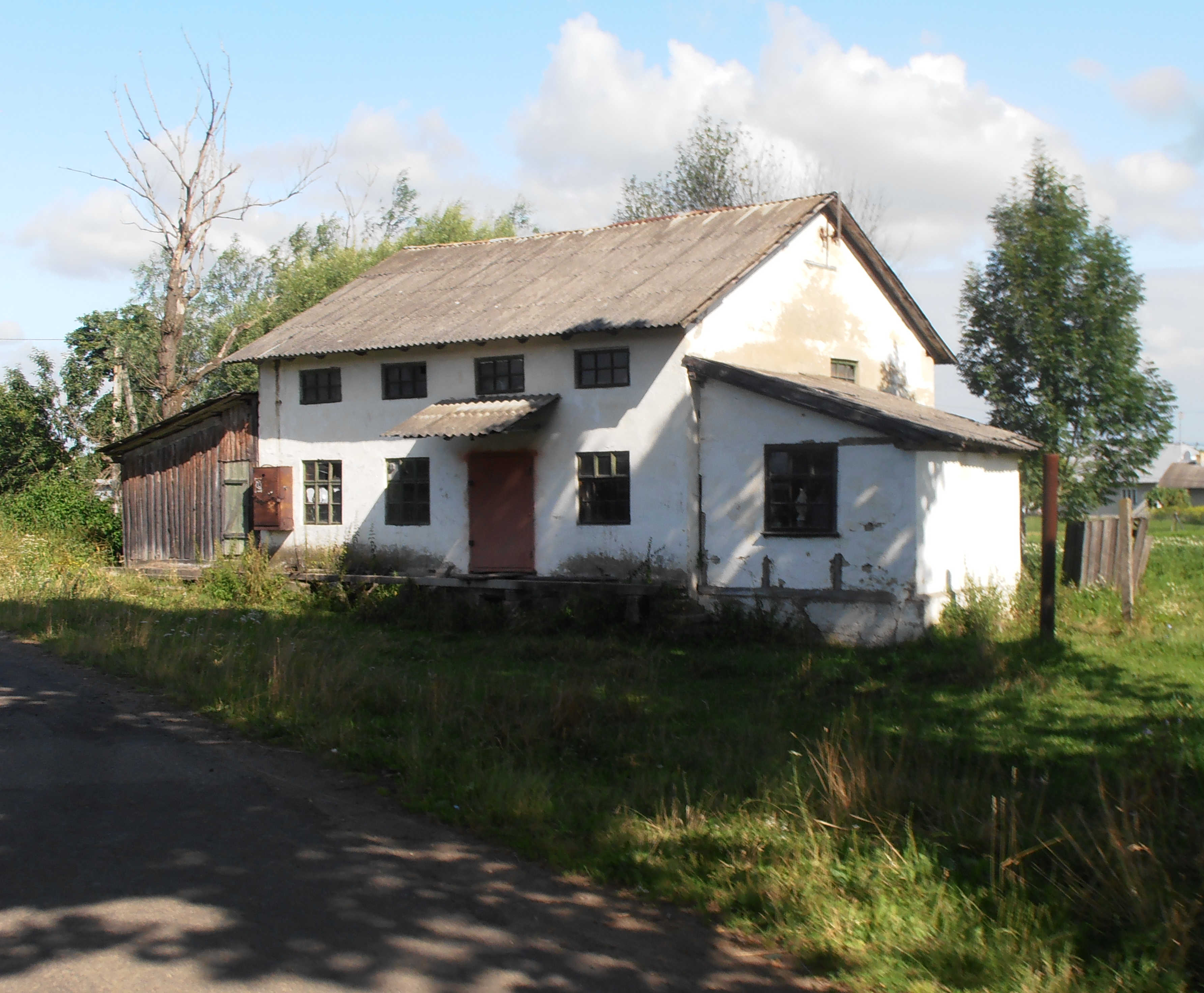
Колишній млин

## Мости
З усіх мостів (крім мосту через канал на Калуш) місцевий осередок комуністів позрізав металеві поруччя і поздавав на брухт, вдовольняючи таким чином щоденну потребу в самогоні. Хоча знаменитим на всю Україну село стало через інший місток — через Лімницю. На тому місці стояв повноцінний міст ще за Австрії, зруйнований Першою світовою війною і відновлений за Польщі, спалений радянськими військами при втечі в 1941 році, але відбудований за півтора місяця німцями та ними ж остаточно зруйнований при відступі. Саме тут 6 липня 1965 року загинуло троє жителів села: М. Д. Федорів 1944 р.н., М. М. Богусевич 1943 р.н. та А. П. Богусевич 1933 р.н. У 1970-х роках був збудований пішохідний місток на тросах, який періодично ставав аварійним, а 24 липня 2008 року зірваний повінню і прибитий до калуського берега. Тільки зійшла вода — під'їхали міліціонери й болгаркою порізали і викрали металеві кутники і троси. До приходу режиму Януковича встигли виготовити за 91 тис. грн. проект містка. У 2012 році обіцянка збудувати місток стала на довиборах ключем перемоги члена партії регіонів (прокуратура мала незакриту проти нього справу на 1 млн грн). Активну участь (їх поїли горілкою) взяв осередок комуністів, та й осередок «Батьківщини» повним складом перейшов у партію регіонів. Але обіцянка — цяцянка, а мандат новоспечений депутат райради використав для витіснення з села укладачів якісного асфальтування вулиць і загріб собі всі підряди. Його «асфальт» сплив разом зі снігом, та й місток стовбичив недобудовою, а депутат утік. Тільки телескандал спричинив термінове фінансування в 2015 р. облрадою будівництва. Та слугував людям місток тільки 5 років — до наступної повені.

## Вулиці
У селі є вулиці:
- Богдана Хмельницького
- Василя Стуса

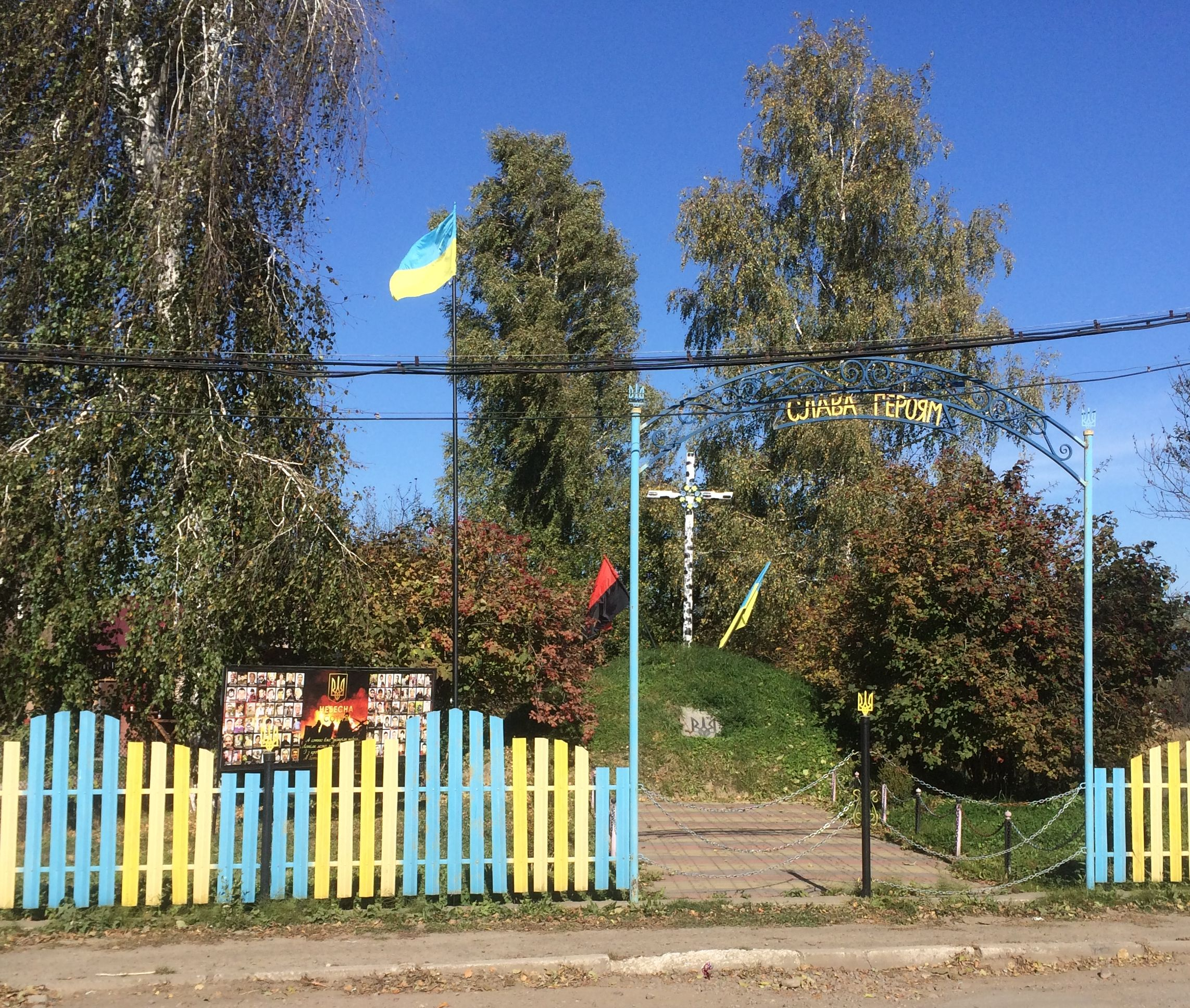
Могила борцям за волю України

- Іванківська (до 26.04.2022 — Ватутіна)[24]
- Козацька (до 26.04.2022 — Гагаріна)
- Гайдамацька
- Галицька
- Гоголя
- Довбуша
- Зарічна
- Зелена
- Івана Сірка
- Івана Франка
- Кармелюка
- Європейська (до 26.04.2022 — Ковпака)
- Лесі Українки
- Марка Черемшини
- Миру
- Михайла Грушевського
- Молодіжна
- Монастирська
- Набережна
- Перемоги
- Романа Шухевича
- Руданського
- Скородинського
- Тараса Шевченка
- Українська
- Чорновола
- Ювілейна

## Відомі люди
- Струтинський Михайло — український громадсько-політичний діяч та журналіст.
- Надія Дичка (нар.1964) — українська поетка.
- Роман Гайда (1928—1998) — український фізик, доктор фізико-математичних наук.
- Семаньків Іван — кандидат медичних наук, автор книжки «Перемогла ідея».
- Степан Павельчак — майстер спорту СРСР з велоспорту, срібний призер чемпіонату СРСР 1973 р. в м. Алітус.
- Петро Мельник — майстер спорту з важкої атлетики.
- Надія Руско — доктор філософії, викладач Івано-Франківського національного технічного університету нафти і газу, автор книги про історію села Підмихайля.
- Ярослав Федорович — кандидат технічних наук, доцент, лауреат державної премії у галузі науки і техніки.
- Степан Якимович — автор і фундатор трьох християнських пам'ятників у селі.